# Stéphane Breitwieser

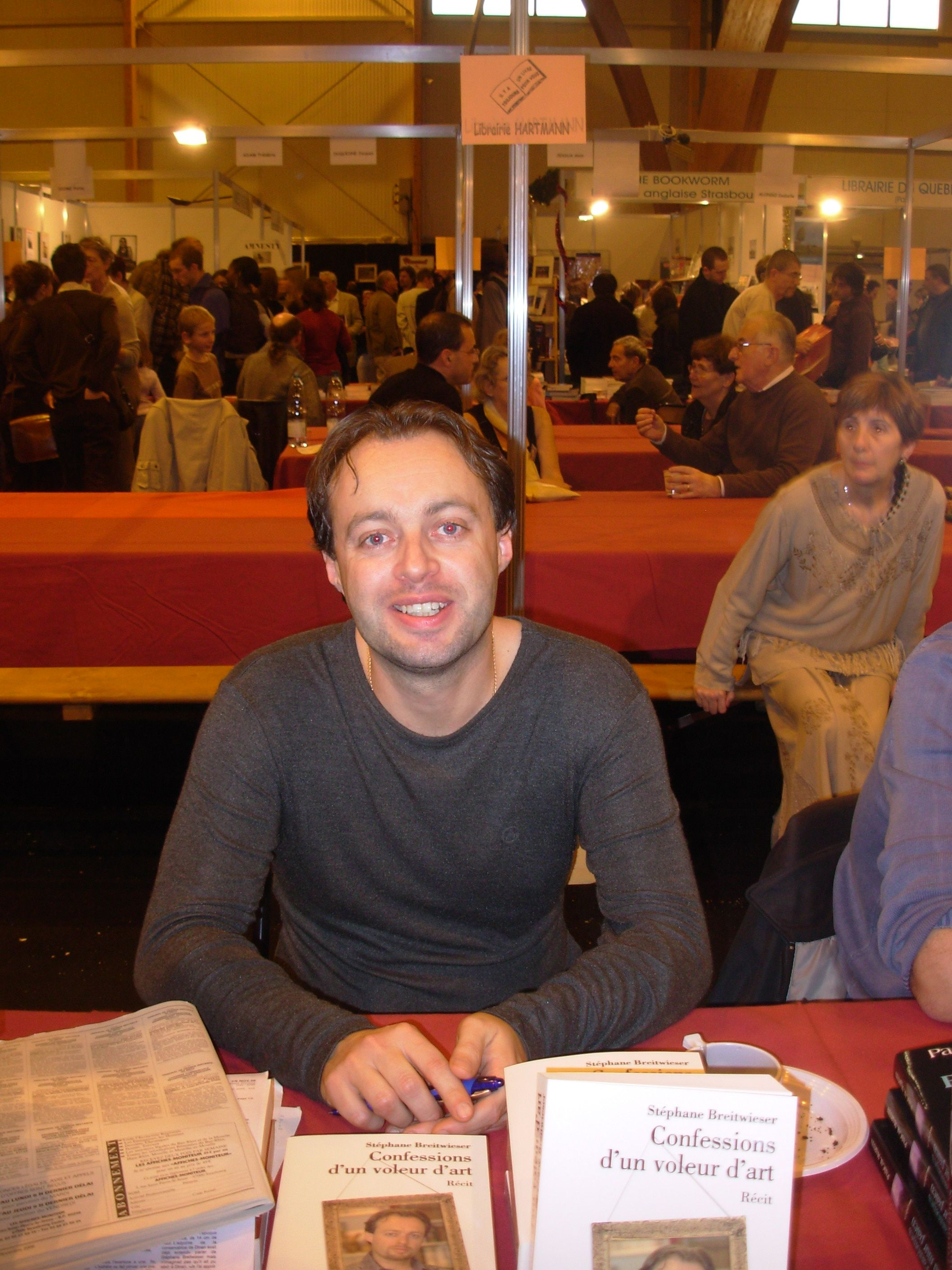
Stéphane Breitwieser en el salón del libro de Colmar, Francia, el 26 de noviembre de 2006.

Stéphane Breitwieser (nacido en 1971) es un ladrón de arte francés que admitió haber robado 239 obras de arte (valoradas en más de mil millones de euros) de 170 museos que visitó en un viaje por toda Europa mientras trabajaba de camarero, con una media de un robo cada 15 días. The Guardian le calificó como el "ladrón de arte más eficaz del mundo".
Se distinguió de la mayoría de ladrones de arte en que él no lo hacía por motivos lucrativos. Se definió a sí mismo como un connoisseur del arte que robaba para formar su propia colección personal, centrada en los grandes maestros de los ss. XVI-XVII. En su juicio, llegó declarar ante el juez:

Me gusta el arte. Amo las obras de arte como estas. Las reuní y las guardé en mi casa

A pesar del volumen de su colección, recordaba perfectamente cada pieza robada, y de hecho interrumpió la prolongada lectura de las obras robadas durante su juicio para corregir algunos detalles.

## Robos
Su primer robo fue en marzo de 1995, mientras visitaba el castillo medieval de Gruyères (Suiza), con su entonces pareja Anne-Catherine Kleinklauss. Quedó extasiado ante una pequeña pintura de Christian Wilheim Dietrich, de la que dijo haber quedado "fascinado por su belleza, por las cualidades de la mujer del retrato y por sus ojos. Pensé que era una imitación de Rembrandt." Mientras su novia vigilaba, extrajo los clavos que sujetaban el cuadro en su marco y lo ocultó bajo su chaqueta. En julio de 1995, tomó una antigua ballesta en su primer robo cometido en un museo.  Usaría técnicas similares en al menos 170 museos durante los años siguientes.  Visitaba pequeñas colecciones de museos regionales, donde la vigilancia era menor, y Kleinklauss actuaba como alarma mientras extraía los cuadros de sus marcos. Se calcula que en un 60% de los robos realizados ella actuaba como señuelo mientras él operaba, distrayendo la atención de los guardias de los monitores de seguridad.
La obra de arte más valiosa que robó fue "Sibila, princesa de Clèves", de Lucas Cranach el Viejo, sustraída de un castillo en Baden-Baden en 1995. Su valor estimado de subasta rondaba los 5,5 millones de euros. La arrancó del marco en la misma subasta de Sotheby's en la que iba a ser vendida.
Aunque logró reunir una sobresaliente colección, nunca intentó vender ninguna obra por lucro, y se conformaba con disfrutar del pensamiento de ser "el hombre más rico de Europa". Conservaba el producto de sus robos en su dormitorio, en el domicilio de su madre en Mulhouse (Francia). La habitación estaba convenientemente ensombrecida para que la luz solar no dañase los valiosos lienzos. Un granjero de la zona, a quien Breitwieser acudía para reenmarcar los cuadros, no supo identificar ninguna de las obras como obras maestras.  La madre del ladrón, Marielle Stengel, descartó inicialmente que las obras fuesen robadas y creyó que su hijo las había comprado legítimamente en subastas, aunque más adelante alentó sospechas sobre su procedencia. Breitweser pasaba mucho tiempo disfrutando de su colección, y cuando supo que una de las piezas robadas, atribuida a Van der Helst era falsa la quemó.
Más de 110 obras de su colección han sido recuperadas, aunque otras 60 permanecen en paradero desconocido y se consideran perdidas. Su colección incluía:
- Pieter Brueghel el Joven - Estafador engañando a su señor**, cortada con tijeras.
- Antoine Watteau - Dos hombres*
- François Boucher - Pastor dormido**, que Breitweser guardaba bajo su almohada hasta que su madre lo tiró al contenedor de basura.[5]
- Corneille de Lyon - Madeleine de Francia, Reina de Escocia**, también tirado a la basura.
- David Teniers - El mono pintor**, despedazado con tijeras.

(donde * indica las obras presumiblemente perdidas, y ** las que se sabe fueron destruidas)
Breitwieser y Kleinklauss fueron sorprendidos por primera vez en 1997, cuando salían de una galería con un paisaje de Willem van Aelst perteneciente a una colección privada, a la que habían accedido gracias al permiso expreso de su propietario. Alertado por el robo, el dueño del cuadro se apresuró a llegar a la galería, a tiempo de verles entrar en el coche de la madre de Breitwieser. En el vehículo se halló otra pieza. Debido a que era su primer delito en territorio suizo, fue condenado a 8 meses de prisión condicional y la prohibición de volver al país hasta mayo de 2000. Sin embargo, por motivos de trabajo debía cruzar diariamente la frontera entre Francia y Suiza, de modo que siguió entrando en el país bajo el apellido de soltera de su madre. Continuó robando obras de arte, incluso volviendo a los museos de los que ya había sustraído alguna pintura.

## Arresto
En noviembre de 2001 fue definitivamente capturado tras robar un clarín de 1854, uno de los últimos tres de ese tipo que quedaban en el mundo, de un valor cercano a los 47.000 euros, en el museo Richard Wagner de Lucerna, Suiza. Un guardia de seguridad vio a Breitwieser en su huida. Sin embargo, el ladrón volvió al museo al cabo de dos días. Un periodista, Erich Eisner, se hallaba casualmente paseando a su perro por los jardines del museo cuando juzgaron sospechosa la presencia de un hombre con un buen abrigo que parecía vigilar el museo. Sabedor del robo perpetrado dos días antes, Eisner advirtió al guardia, quien resultó ser la persona que había visto a Breitwieser cuando el hurto y, alertadas inmediatamente las autoridades, se produjo la detención. En agradecimiento, la policía de Lucerna condecoró al perro de Eisner con una pensión alimenticia a perpetuidad.  Breitwieser pasó dos años en prisión antes de ser extraditado a Francia. Sin embargo, las autoridades suizas tardaron 19 días en tramitar los permisos legales necesarios para localizar al ladrón en casa de su madre en Francia. No hallaron nada, y Breitwieser se negó a confesar hasta que pasaron unos cuantos meses. Entonces dio la lista completa de las piezas de arte que había robado durante los últimos 6 años.

## Destrucción de obras de arte
Entretanto, como Kleinklauss informase a la señora Breitwieser sobre el arresto de su hijo -que hasta entonces había logrado evadir a las autoridades-, ella decidió deshacerse de los cuadros, haciendo pedazos numerosos cuadros y librándose de los restos en el cubo de la basura o el triturador doméstico familiar. Otros objetos, como jarrones, joyería, cerámica o estatuillas, fueron arrojados al cercano canal de Rhone-Rhine, de donde algunos serían desenterrados más tarde. Ella justificó su destrucción de obras de arte como efecto del enfado que sentía contra su hijo, aunque la policía sospecha que fue un intento premeditado de destrucción de pruebas que podían incriminar a su hijo  Al parecer, ella no era consciente del gran valor económico de las piezas que destruyó. En su primer registro del domicilio la policía no encontró nada, aparte del cordón de un antiguo clarón robado; y llevó varios meses que ella confesase su destrucción de obras de arte, cuando ya se habían localizado algunas de ellas en la orilla del Rin. Un oficial de la policía suiza afirmó que "nunca se habían destruido tantas obras maestras a la vez".

## Sentencia
El 7 de enero de 2005, Breitwiesser fue juzgado culpable y condenado a tres años de prisión por un tribunal de Estrasburgo, pena de la que cumplió sólo 26 meses. El día antes de su juicio intentó ahorcarse, pero su intento se vio frustrado cuando otro recluso alertó a los guardias. Su madre fue igualmente sentenciada a tres años de cárcel, pero solo cumplió 18 meses; la señorita Kleinklauss fue condenada a seis meses por posesión de material robado.
Breitwiesser escribió una autobiografía sobre sus robos, titulada Confessions d'un Voleur d'art ("Confesiones de un ladrón de arte"), publicada en Francia en 2006. Una edición alemana de la obra, "Bekenntnisse eines Kunstdiebes", fue publicada por Bertelsmann (Munich) en 2007.

## Otras fuentes
- (French language): Vincent Noce, la Collection égoïste: la folle aventure d'un voleur d'art en série et autres histoires édifiantes. – París: Jean-Claude Lattès, 2005. – 327 p., 23 cm. – ISBN 2-7096-2441-9.